# Peperomia inaequalilimba
Peperomia inaequalilimba är en pepparväxtart som beskrevs av C. Dc.. Peperomia inaequalilimba ingår i släktet peperomior, och familjen pepparväxter. Inga underarter finns listade i Catalogue of Life.